# Bratuša
Bratuša je priimek v Sloveniji, ki ga je po podatkih Statističnega urada Republike Slovenije na dan 1. januarja 2010 uporabljalo 573 oseb in je med vsemi priimki po pogostosti uporabe uvrščen na 489. mesto.

## Znani nosilci priimka
- Emerih Bratuša (1817—1849), rimokatoliški duhovnik in narodni buditelj
- Lojzka Bratuša (r. Srčič, 1939), maratonska tekačica, večkratna svetovna prvakinja v gorskem teku
- Miran Bratuša, veslač
- Mirko Bratuša (*1963), kipar, prof. Pedagoške fakultete v Lj, član SAZU
- Peter Bratuša (*1962/3?), fotograf, snemalec in režiser
- Tomaž Bratuša, rock glasbenik (kitriast in pevec)
- Vojtjeh Bratuša, srbski slikar